# جون هاغ
جون هاغ (بالإنجليزية: John Haag)‏ هو شاعر أمريكي، ولد في 1926، وتوفي في 2008.